# It's a Great Life (film 1920)
It's a Great Life è un film muto del 1920 diretto da E. Mason Hopper. La sceneggiatura di Edward T. Lowe Jr. si basa su Empire Builders, racconto di Mary Roberts Rinehart apparso su The Saturday Evening Post del 20 maggio 1916. Distribuito dalla Goldwyn, il film aveva come interpreti Cullen Landis, Molly Malone, Clara Horton, Howard Ralston.

## Trama
Stoddard e il Wop sono i terrori della scuola di Pomptonvale. Una sera, al ristorante, il Wop trova una perla dentro all'ostrica che sta per mangiare. La cosa gli fa intravedere per lui e Stoddard un futuro luminoso e la visione di un viaggio alle isole Salomone dove li attendono tesori perlacei che li faranno diventare ricchi. Ma, prima di intraprendere l'avventura, Eloise Randall, la figlia del loro insegnante, rapisce il cuore di Stoddard. Il ragazzo, tentando di trovare anche lui una perla da dare a Eloise, il suo nuovo amore, si fa una scorpacciata di ostriche che lo spedisce dritto all'infermeria della scuola. Qualche giorno più tardi, Stoddard riceve la visita di Lucille, la sua ex, e lui, abbandonando tutti i sogni di un impero di perle, decide di restare a Pomptonvale.

## Produzione
Il film fu prodotto dalla Eminent Authors Pictures Inc. con i titoli di lavorazione The Empire Builders e This Is the Life. Il villaggio indigeno del film venne costruito nel ranch di Inceville: Motion Picture News del 5 giugno 1920 stimava che fossero stati impiegati 550 attori afroamericani per interpretare i "cannibali dei Mari del Sud" che avevano bollito vivo il divo Cullen Landis. Il villaggio era incastonato in un boschetto di palme e banani con diverse canoe, un grande barca da guerra e capanne di erba decorate con le presunte ossa delle gambe e teschi delle vittime dei cannibali.

## Distribuzione
Il copyright del film, richiesto da Mary Roberts Rinehart, fu registrato il 26 agosto 1920 con il numero LP15480.

Distribuito dalla Goldwyn Distributing Company, il film uscì nelle sale statunitensi il 29 agosto 1920. A New York, venne presentato il 29 agosto, a Los Angeles nella settimana del 4 settembre. Nel 1923, uscì in Finlandia (22 maggio) e in Danimarca, con il titolo Drengene fra kostskolen, il 18 giugno. In Svezia, prese il titolo Före studenten.
Copia completa della pellicola si trova conservata negli archivi della MGM.